# Tina Terrahe
Tina Terrahe (* 1976) ist eine deutsche Altgermanistin. Sie ist seit 2022 Universitätsprofessorin für Ältere deutsche Sprache und Literatur an der Universität Greifswald. 

## Leben

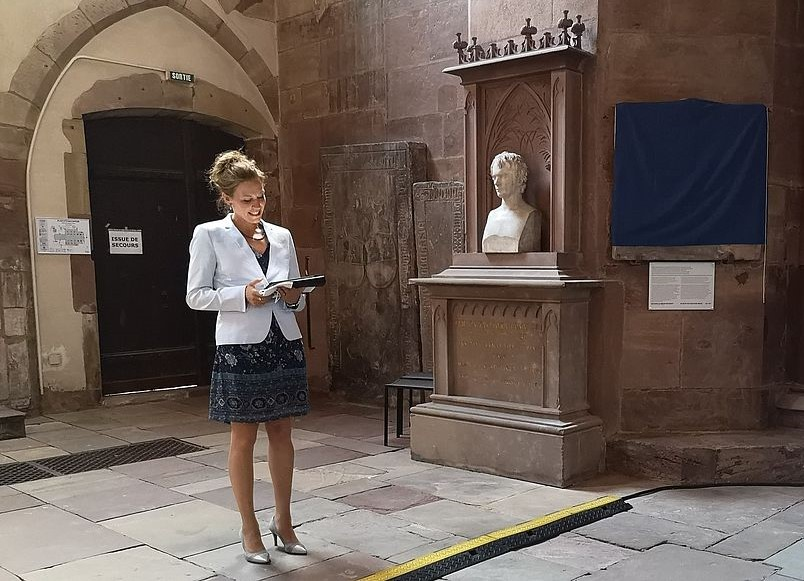
Tina Terrahe, Église Saint-Thomas, Straßburg (2021)

Tina Terrahe hat eine klassische Ausbildung in den Fächern Violine und Klavier absolviert, wechselte zur Irish Traditional Music und tritt mit diversen Formationen auf. Sie studierte von 1999 bis 2005 deutsche Sprache und Literatur sowie mittlere und neuere Geschichte an der Philipps-Universität Marburg (erstes Staatsexamen für das Lehramt an Gymnasien in den Fächern Deutsch und Geschichte). Dort war sie von 2005 bis 2020 wissenschaftliche Mitarbeiterin am Institut für Deutsche Philologie des Mittelalters (Lehrstuhl Christa Bertelsmeier-Kierst) und wurde 2011 im Fach „Ältere deutsche Literatur“ promoviert. Ebenfalls in Marburg habilitierte sie sich 2019, erhielt die venia legendi für „Germanistische Mediävistik“ und den Titel Privatdozentin. Nach akademischen Stationen an der Universität Salzburg (Senior Scientist) und an der Universität Basel (Vertretungsprofessur) ist sie seit 2022 Universitätsprofessorin für Ältere deutsche Sprache und Literatur an der Universität Greifswald. Seit Juni 2024 ist sie Studiendekanin der Philosophischen Fakultät.
Als Forschungsschwerpunkte gibt Terrahe an: Digital Humanities und (digitale) Editionsphilologie; Paläographie und Kodikologie – Materialität & Medialität; frühmittelalterliche Dichtung (Segen, Beschwörungen, Zaubersprüche); höfische Lyrik und Epik um 1200; Literatur der Frühen Neuzeit (Prosaroman, Wissens- und Gebrauchsliteratur, Chronistik, Reisebericht); historische Narratologie; Kultur- und Sozialgeschichte.
Terrahe ist seit 2023 Projektleiterin des DFG-Projekts „Marburger Repertorium zur Übersetzungsliteratur im deutschen Frühhumanismus (MRFH)“ und seit 2024 Projektleiterin des DFG-Netzwerks „Wort – Wirkung – Wunder. Sprache und Macht in der Vormoderne zwischen Religion, Magie und Medizin“, das sie zusammen mit der Marburger Privatdozentin Katja Triplett leitet.

## Schriften (Auswahl)

### Monographien
- Heinrich Steinhöwels „Apollonius“. Edition und Studien. De Gruyter, Berlin 2013, ISBN 3-11-029731-0. (überarbeitete Fassung der Dissertation)
- Berufsrisiko Tod. Narrative Konzepte des (Über- und) Ablebens in der höfischen Epik um 1200. Marburg 2019. (Habilitationsschrift)

### Herausgeberschaften
- mit Regina Toepfer und Jürgen Wolf (Hrsg.): Christa Bertelsmeier-Kierst: Buchkultur und Überlieferung im kulturellen Kontext. Erich Schmidt Verlag, Berlin 2017, ISBN 3-503-17602-0.
- mit Lysander Büchli und Alyssa Steiner: Sebastian Brant, das 'Narrenschiff' und der frühe Buchdruck in Basel. Zum 500. Todestag eines humanistischen Gelehrten. Basel 2023, ISBN 978-3-7965-4758-4 (Open Access).